# Ernő Goldfinger

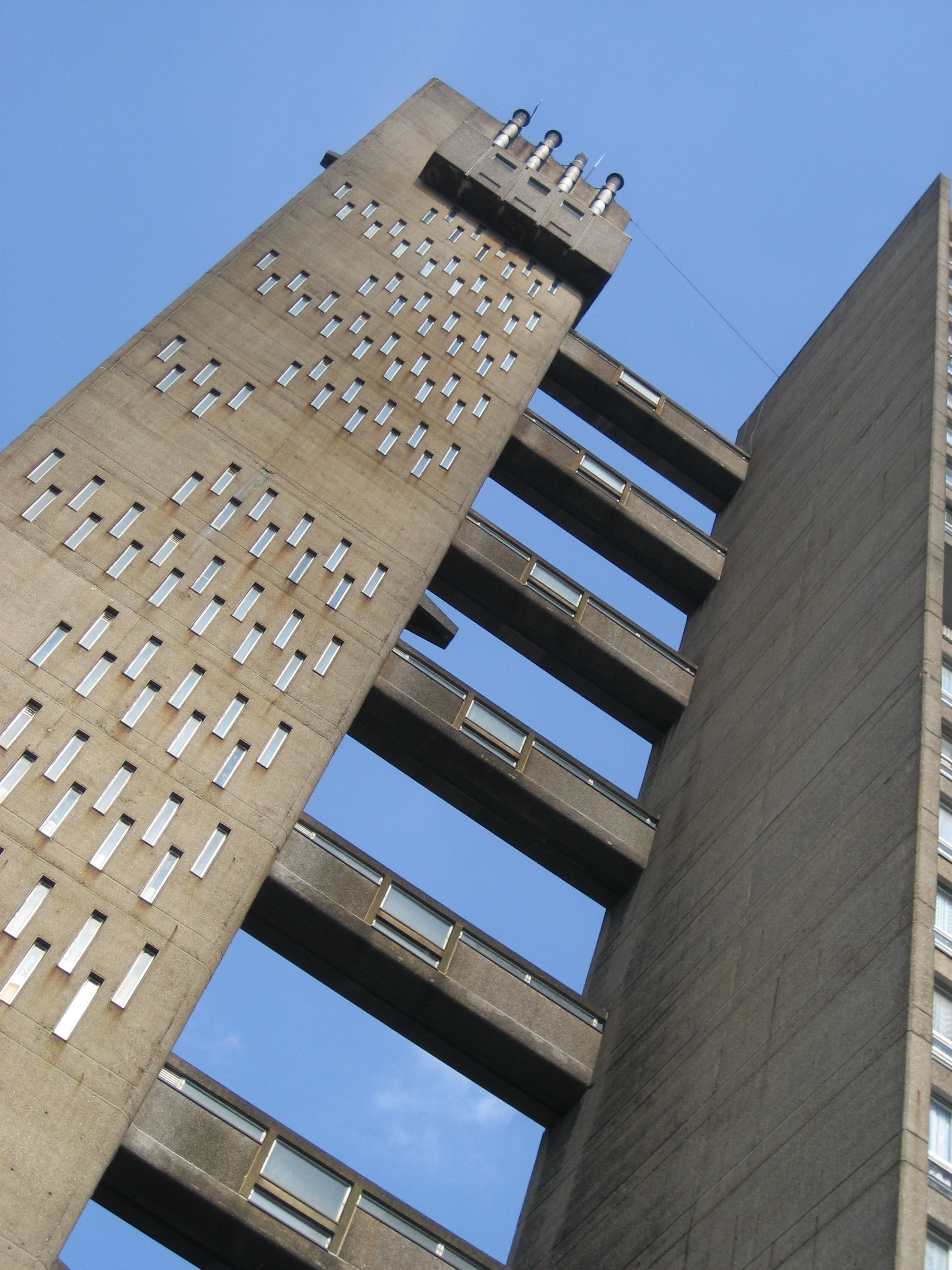
Balfron Tower, bloc de pisos de protecció oficial dissenyat per Ernő Goldfinger a Poplar, barri de l'East End de Londres. L'ajuntament de Londres en va comissionar la construcció a l'arquitecte hongarès com a resposta a la pèrdua d'habitatges durant els bombardeigs de la Segona Guerra Mundial.

Ernő Goldfinger — de vegades anomenat Ernest Goldfinger — (Budapest, 11 de setembre de 1902 – 15 de novembre de 1987) fou un arquitecte i dissenyador d'origen jueu hongarès conegut especialment per la seva contribució al moviment modern en arquitectura, en particular al Regne Unit.

## Biografia

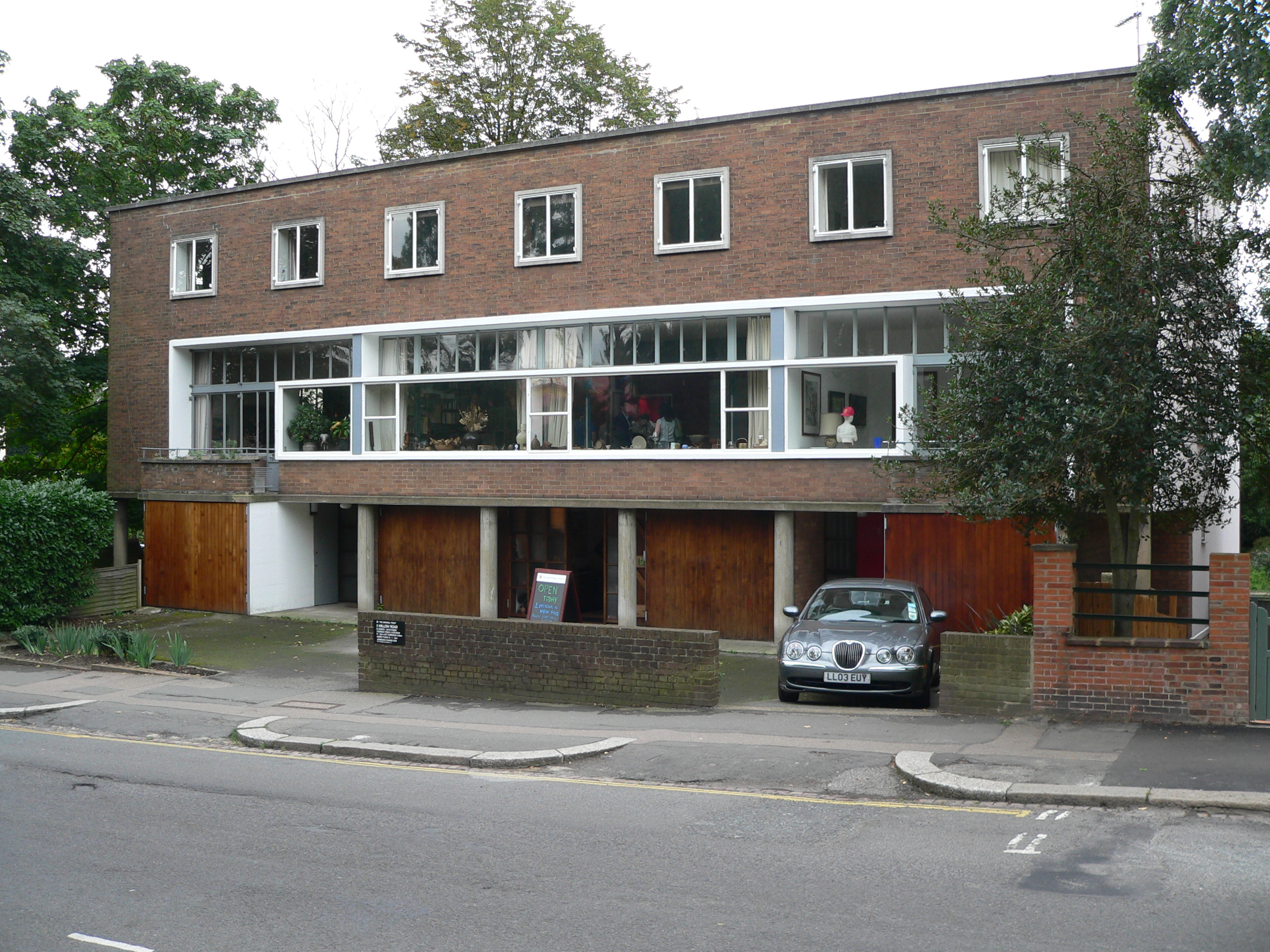
1-3 Willow Road, a Hampstead (Camden) (nord de Londres). El segon apartament en aquest conjunt fou la residència de l'arquitecte.

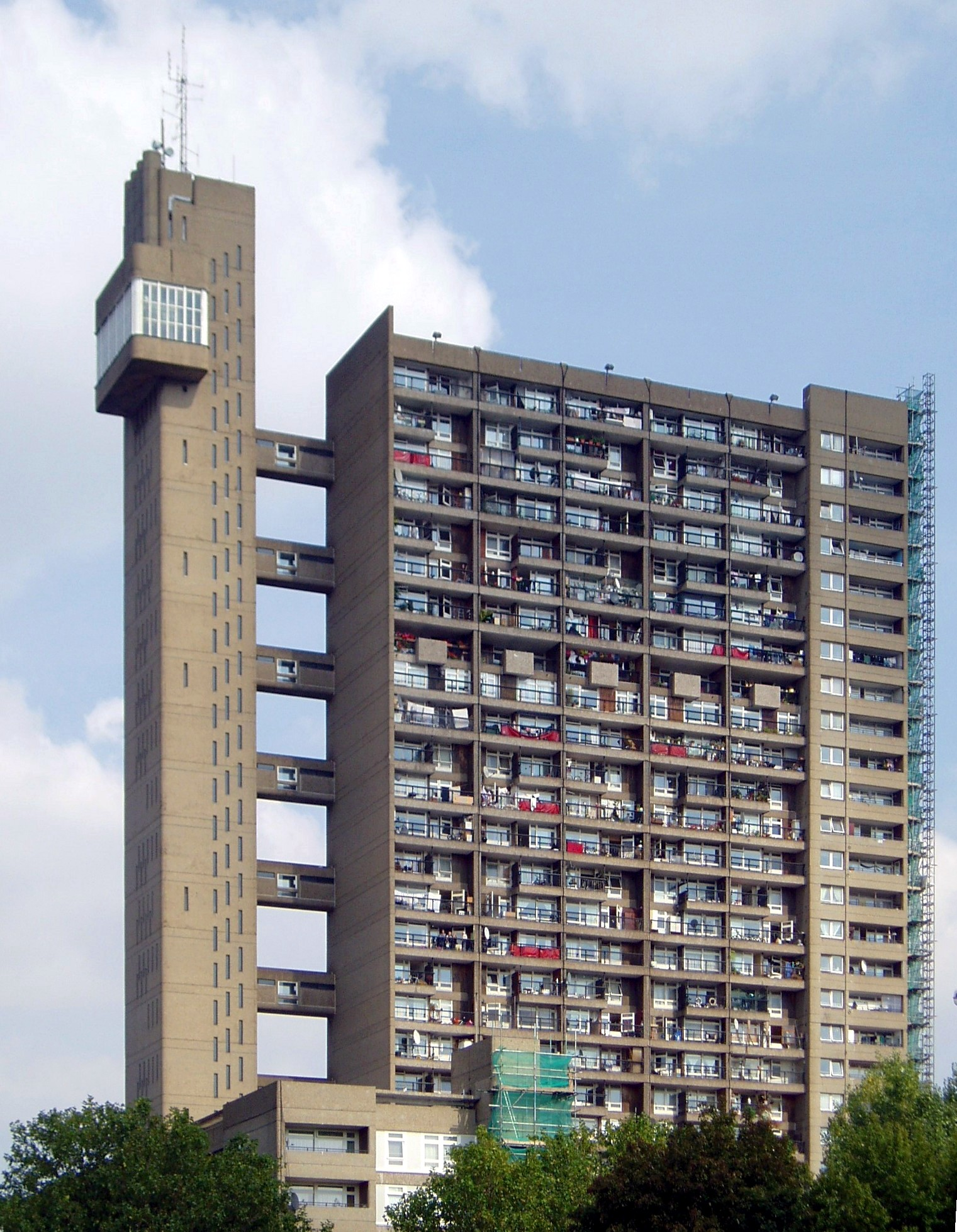
Trellick Tower, a l'oest de Londres, millora sobre la Torre Balfron.

La seva família treballava en l'enginyeria forestal i en el negoci de les serradores, el qual el dugué a considerar treballar com a enginyer fins al moment que decidí que preferia l'arquitectura després de llegir el text de Hermann Muthesius Das englische Haus, una descripció de l'arquitectura domèstica anglesa a començament del segle xx. Aquest llibre fou una lectura de capçalera durant bona part de la seva vida.
Seguint la desaparició de l'Imperi Austrohongarès després de la Primera Guerra Mundial, Goldfinger es traslladà a París. El 1923 va començar estudis a la École nationale supérieure des beaux arts al taller de Léon Jaussely i durant els anys següents es va relacionar amb un bon nombre d'arquitectes instal·lats a la capital francesa com Auguste Perret, Mies van der Rohe i Le Corbusier. El 1929, abans d'acabar la carrera, Goldfinger va establir una societat comercial amb la qual es va endinsar en el negoci de l'interiorisme i en el projecte d'ampliació d'una casa de vacances a Le Touquet.
Una de les seves influències de l'època fou la publicació de Vers une architecture de Le Corbusier i esdevingué un admirador de l'antic mentor d'aquest arquitecte, Auguste Perret, que era expert en el disseny d'estructures de ciment i que l'inspirà a l'hora de dissenyar la seva pròpia casa. A començament de la dècada del 1930 Goldfinger va conèixer Ursula Blackwell, amb qui es va casar. Blackwell heretà la fortuna de Crosse & Blackwell, i d'ençà Goldfinger va treballar al Regne Unit.
El 1934, es va instal·lar amb la seva esposa a un apartament de l'edifici Highpoint I. Just abans de la Segona Guerra Mundial, Goldfinger adquirí tres cases, incloent la pròpia: 1-3 Willow Road a Hampstead (Camden) (nord de Londres), i una altra a Broxted (Essex). La seva residència personal, número 2 de Willow Road, va ser llistada entre el patrimoni arquitectònic del National Trust.
Quan la guerra mundial va acabar, Goldfinger rebé ordres de construir les noves oficines del Daily Worker i el quarter general del Partit Comunista Britànic. A Elephant & Castle va construir l'Alexander Fleming House per al Ministeri de Salut. Durant la dècada del 1950 va dissenyar dues escoles primàries a la ciutat de Londres a partir de ciment pre-modelat amb totxos del London County Council al barri de Putney. Un d'aquests edificis va ser primer malmès i més tard enderrocat per una immobiliària que va anar a judici el 2008.
El Regne Unit patí greus problemes d'habitatge després de la Segona Guerra Mundial: 4 milions de cases foren destruïdes o malmeses durant el conflicte, i el govern britànic va veure la idea de construir edificis de gran altura com una solució al problema. Goldfinger va ser un dels arquitectes de blocs de pisos més coneguts a l'època.
Goldfinger tenia la fama de ser un home sense sentit de l'humor subjecte a nombrosos atacs de mal humor. De vegades acomiadava els seus assistents si feien bromes que no eren del seu gust, i un cop va fer fora de la seva oficina dos clients potencials per imposar restriccions al seu disseny original.
L'escriptor Ian Fleming va rebre la inspiració per un dels enemics de James Bond durant una conversa amb la cosina d'Ursula Goldfinger a un camp de golf. Fleming l'anomenà Auric Goldfinger. Prèviament l'autor havia signat una petició contra l'enderrocament d'edificis històrics a Hampstead per fer lloc per als edificis de Goldfinger que incloïen la seva residència personal. L'arquitecte va consultar els seus advocats quan l'obra Goldfinger va sortir a la llum el 1959. Fleming va reaccionar dient que reanomenaria el personatge principal «Goldprick» (polla d'or; Goldfinger vol dir dit d'or), i finalment Ernő decidí no denunciar Fleming. L'editorial va pagar els costs dels advocats i li van obsequiar sis còpies del llibre. El 15 de novembre de 1987 (a l'edat de 85 anys) Goldfinger va morir i fou cremat al cementiri de Golders Green on les seves cendres romanen.

## Obra
Entre els seus edificis més notables hi ha la Balfront Tower, de 27 pisos, i la Carradale House, al barri de Poplar (districte de Tower Hamlets) a l'East End de Londres. A l'oest de Londres, Goldfinger va construir una torre de 31 pisos basada en aquest anterior model que fou anomenada Trellick Tower, situada a North Kensington. Fou construïda de 1968 a 1972.
Tot i que a Goldfinger li agradava viure als edificis que dissenyava, les seves obres foren poc apreciades tant pel públic com pels arquitectes postmoderns. Cap a final del segle xx, però, va millorar l'apreciació general de la seva arquitectura. La Trellick Tower és actualment patrimoni de Londres, llistat Grade II, i ha esdevingut una icona del disseny de l'època. L'any 2000 els hereus de Goldfinger donaren una generosa suma per potenciar les relacions entre els estudiants d'arquitectura d'Hongria i el Regne Unit. Les beques RIBA Goldfinger Travel Scholarship s'establiren el 2002.

### Edificis
- Alexander Fleming House (a la dècada del 1990 reanomenada Metro Central Heights
- Balfron Tower i Carradale House
- Trellick Toweri els blocs de protecció oficial Cheltenham Estate i Edenham Way[9]
- Fulton House al campus de la Universitat de Swansea (Gal·les)
- Greenside School
- Haggerston School[10]
- Brandlehow School[11]
- Botiga Weiss, 2/2a Golders Green Road (1935)[12]
- Hille House, Watford